# Lucilia retroversa
Lucilia retroversa är en tvåvingeart som beskrevs av James 1971. Lucilia retroversa ingår i släktet Lucilia och familjen spyflugor.
Artens utbredningsområde är Bahamas. Inga underarter finns listade i Catalogue of Life.